# جون كيتينغ
جون كيتينغ هو محامي وسياسي أسترالي، ولد في 28 يونيو 1872 في هوبارت في أستراليا، وتوفي في 31 أكتوبر 1940 في ملبورن في أستراليا. نشط حزبياً في Protectionist Party ‏. وقد انتخب عضو مجلس الشيوخ الأسترالي ‏ عن دائرة Tasmania ‏ (29 مارس 1901 – 30 يونيو 1923).